# Рамада (готелі)
Рамада (англ. Ramada) — мережа готелів, якою володіє та керує компанія Wyndham Worldwide.

## Історія
Мережа була заснована в 1953 році чиказьким ресторатором Маріоном В. Ісбелом (1905—1988) та групою інвесторів, у тому числі Майклом Робінсоном з міста Мак-Аллен (Техас), які пізніше заснували компанію Rodeway Inn на початку 60-х; і Дель Вебом з Фенікса, що володів тоді Нью-Йорк Янкіз і заснував пізніше свою власну мережу Hiway House в 1956 році.
Рамада відкрила свій перший готель — 60-кімнатний об'єкт — на Шосе Віла Роджерса в місті Флегстафф (Аризона) в 1954 році. Свою штаб-квартиру Рамада відкрила в столиці штату Аризона місті Фініксі, де мережа побудувала готель Сахара в 1956 році (який пізніше почав називатися Рамада Інн Даунтаун) і 300-кімнатний готель Рамада Інн в 1958 році, який стане флагманом власності мережі та її штаб-квартирою. Пан Ісбел, як і його сучасник, Кемонс Вілсон, засновник готельної мережі Holiday Inn, придумав ідею будівництва та експлуатації ряду придорожніх готелів, подорожуючи зі своєю дружиною Інґрід та трьома дітьми. Він побачив розвиток ринку придорожніх готелів, розташованих вздовж основних шосе, що пропонували невеликі зручності, такі як телевізор, кондиціонер і ресторан всередині приміщення готелю.
Назва «Рамада» походить від іспанського терміну «Рама» (гілка) і асоціюється з рамадою (тимчасовою альтанкою просто неба, зробленою з гілок дерев та чагарнику). Рамади були популярні в штаті Аризона в час збору врожаю. Сайти компанії зазвичай називають свої готелі «тінистими місцями відпочинку».
В перші роки свого існування аж до початку 70-х років типовий готель Рамада Інн будувався в стилі архітектури колоніального Вільямсбурга і відрізнявся від своїх сучасників-конкурентів, таких як Holiday Inn і Howard Johnson's.
Мережа готелів виконує різноманітні функції, включаючи готельне адміністрування, франчайзинг, купівлю/продаж нерухомості та закупівлю обладнання. Під керівництвом Ісбела Рамада перетворилася в одну з найбільших мереж країни в період з 1960 до 1970 рр., почавши зі 100 готелів в 1964 році, вона розширилась до 250 в 1970 році і майже до 650 в 1976 році. До кінця 1970-х Рамада оцінювалась як друга за величиною готельна мережа в США після Holiday Inn. Також протягом 1970-х Рамада вийшла на міжнародний ринок, відкриваючи нові готелі в різних європейських країнах та на інших континентах.
Маріон В. Ісбел займав пост президента і генерального директора Рамада до 1970 року, потім він передав управління своєму синові, Вільяму М. Ісбеллу, який працював на цій посаді до 1981 року.
Рамада також розвивала мережу ресторанів, розташованих всередині готелів, керуючи ними під різними іменами, включаючи Кухню Дядька Бена, Млинцевий котедж Рамада і Чез Бон, а також під іншими іменами. Подібні ресторани припинили своє існування в 1990 році, хоча готелі продовжують мати кафе, бари та ресторани всередині своїх приміщень.